# Paganrohrsänger
Der Paganrohrsänger, früher Pagan-Sprosserrohrsänger (Acrocephalus yamashinae, Syn.: Conopoderas yamashinae) ist ein nach Erkenntnisstand der IUCN ausgestorbener Singvogel aus der Gattung der  Rohrsänger (Acrocephalus) und der Familie der Rohrsängerartigen (Acrocephalidae).
Der Vogel war ursprünglich auf der Paganinsel endemisch.
Das Artepitheton bezieht sich auf Yamashina Yoshimaro.
Früher wurde die Art als konspezifisch mit Guamrohrsänger (Acrocephalus luscinius), Aguijanrohrsänger (Acrocephalus nijoi) und Mangarevarohrsänger (Acrocephalus astrolabii) angesehen.
Die Abgrenzungen erfolgten  vor allem auf der Grundlage umfassender genetischer Daten. Weitere Einzelheiten s. Guamrohrsänger.
Die Art galt als monotypisch.

## Merkmale
Die Art war etwa 17 cm groß und ähnelte sehr dem Guamrohrsänger (Acrocephalus luscinius), aber die Oberseite war brauner und matter gefiedert, mit weniger Oliv-rotbraun auf Rücken, Rumpf und dem nahezu rechteckigem Schwanz, der Schnabel war kürzer und stärker gekrümmt.

## Verbreitung und Lebensraum
Die Art war weitgehend beschränkt auf süßwasserhaltiges Feuchtland und deren Randbewuchs um die beiden Seen auf der Paganinsel.

## Aussterben
Im Jahr 1969 erfolgte die letzte Sichtung. Suchaktionen in den späten 1970er Jahren, von 1983 bis 1989, in den Jahren 1999 und 2000 und im Juni 2010 waren erfolglos. Es wird vermutet, dass die Art bereits vor den Vulkanausbrüchen ab 1981 verschwunden war. Als Grund für ihr Aussterben gibt die IUCN in ihrer Roten Liste, in der er als ausgestorben (Extinct) gelistet wird, Habitatverlust durch die Ausbreitung menschlicher Siedlungen und durch Beweidung durch eingeführte Paarhufer an. Nach dem Vulkanausbruch wäre ein Fortbestand der Art sowieso unmöglich geworden, da nahezu die gesamte höhere Vegetation um den oberen See, der den letzten bekannten Fundort darstellte, zerstört wurde.